# محمدعلی پرواز
محمدعلی پرواز (زادهٔ ۵ خرداد ۱۳۲۷ در شیراز، محله سر دزک)، نویسنده، نقاش، خوش نویس ایرانی و پیشکسوت صنایع دستی در رشته نقاشی دیواری است.

## زندگی
دوران کودکی و جوانی را در محضر عباس نقاش، در رشتهٔ نقاشی به سبک اسلیمی (ترنج، گل و مرغ و ختایی) سپری نمود که در اماکن تاریخی، مساجد و حسینیه‌های شیراز آثاری از او به جا مانده‌ است. در دوران دبیرستان از وجود استادانی همچون ناصر نمازی، کاظم اردوبادی و نگارگر در زمینه طراحی بهره‌ها جست و پس از اخذ دیپلم و گذراندن دوره نظام، جهت ادامه تحصیل به اروپا سفر کرد؛ در آلمان با استادان هنر نقاشی این کشور آشنا شد و در کنار فعالیت های هنری، در بازسازی و مرمت آثار نقاشی در کلیساها نیز همکاری داشت. پس از بازگشت به ایران در سال ۱۳۶۵ در چندین نمایشگاه جمعی و انفرادی شرکت جست.
پرواز هنر خوش نویسی را نیز در محضر حمید دیرین -بنیانگذار و رئیس سابق انجمن خوشنویسان استان فارس-، محمد نعمتی در شیراز و همچنین سید مرتضی نجومی در کرمانشاه آموخت. وی درسال ۱۳۶۹ توسط چندتن از استادان بنام خوشنویسی (حمید دیرین، محمد نعمتی، قاسم احسنت و حبیب‌الله رحمتی) به عنوان ممتاز ویژه در خط ثلث و نسخ معرفی گردید.
وی نقاشی با سبک امپرسیونیسم را با کلاس‌های غلامحسین صابر در پیش گرفت و به دنبال آن در سال ۱۳۷۰، دیپلم افتخار اولین نمایشگاه تجربی نقاشی و گرافیک تهران را دریافت نمود. پرواز همچنین موفق به دریافت درجه ممتاز هنری از مرکز هنرهای تجسمی وزارت فرهنگ و ارشاد اسلامی و گواهینامه هنری از شورای ارزشیابی هنرمندان، نویسندگان و شاعران کشور، شورای عالی انقلاب فرهنگی و سازمان میراث فرهنگی گردید.
از جمله آثار بی مثال نقاشی او، ترسیم تعداد زیادی پرتره از پیشکسوتان، فرهیختگان، متقدمان و چهره‌های ماندگار شیراز در رشته‌های مختلف علمی، فرهنگی، هنری، ورزشی و تجربی می‌باشد که این فعالیت هنری برای اولین بار در ایران از سال ۱۳۸۰ آغاز و تاکنون ادامه دارد؛ این آثار هم‌اکنون در موزهٔ مرکز اسناد و کتابخانه ملی فارس، استانداری فارس و اداره کل میراث فرهنگی، صنایع دستی و گردشگری استان فارس نگهداری می‌شود.

## گزیده‌ای از نمایشگاه‌ها
محمدعلی پرواز تاکنون نمایشگاه‌های انفرادی و جمعی بسیاری را برگزار کرده و آثار بسیاری از وی به معرض نمایش بازدیدکنندگان قرار گرفته‌است؛ از آن جمله می‌توان به موارد ذیل اشاره کرد:
- نمایشگاه نقاشی دیواری؛ فرانکفورت؛ Arthouse Kinos Frankfurt (خانه نمایش هنر)، ۱۹۷۷ میلادی (انفرادی)
- نمایشگاه خوش‌نویسی به مناسبت شعر شب عاشورا؛ شیراز؛ نگارخانه وصال شیراز، ۱۳۶۷ (انفرادی)
- نمایشگاه نقاشی سالانه نقاشان شیراز؛ شیراز؛ نگارخانه وصال شیراز؛ اداره فرهنگ و ارشاد اسلامی، ۱۳۶۸ (جمعی)
- نمایشگاه دوسالانه نقاشی؛ تهران؛ موزهٔ هنرهای معاصر، ۱۳۶۹ (جمعی)
- نمایشگاه خوش‌نویسی و نقاشی؛ شیراز؛ نگارخانه وصال شیراز، اداره فرهنگ و ارشاد اسلامی، ۱۲ تا ۲۲ بهمن ۱۳۷۰
- نمایشگاه تجربی گرافیک و نقاشی ایران؛ تهران؛ موزه آزادی و خانه سوره، حوزه هنری تهران - دریافت دیپلم افتخار، ۴ تا ۱۴ مهر ماه ۱۳۷۱ (جمعی)
- نمایشگاه نقاشی اردوی هنری اداره کل فرهنگ و ارشاد اسلامی فارس به مناسبت هفنه فرهنگ؛ لامرد؛ اداره فرهنگ و ارشاد اسلامی، ۲۴ تا ۲۹ دی ماه ۱۳۷۲ (انفرادی)
- نمایشگاه نقاشی به مناسبت کنفرانس بین‌المللی توزیع برق؛ شیراز؛ کتابخانه خوارزمی دانشگاه شیراز، ۱۳۷۲ (انفرادی)
- نمایشگاه پیشکسوتان و نخبگان هنر شیراز (یاس سفید)، یازدهمین جشنواره سراسری هنرهای تجسمی جوانان کشور، شیراز، شهریور ماه ۱۳۷۷ (جمعی)
- اولین نمایشگاه ۱۱۰ پرتره از پیشکسوتان و چهره‌های ماندگار شیراز؛ شیراز؛ نگارخانه وصال شیراز، ۱۳۸۰ (انفرادی)
- دومین نمایشگاه ۱۱۰ پرتره از پیشکسوتان و چهره‌های ماندگار شیراز؛ شیراز؛ محوطه اطراف آرامگاه حافظ با همکاری اداره کل میراث فرهنگی و مرکز حافظ‌شناسی، ۱۳۸۲ (انفرادی)
- نمایشگاه چهره‌های ماندگار شیراز؛ شیراز؛ خانهٔ فرهنگ شهرداری شیراز به مدت ده روز، ۱۳۸۵ (انفرادی)
- سومین نمایشگاه چهره‌های ماندگار شیراز؛ شیراز؛ باغ مهر جوان شیراز، به همت سازمان ملی جوانان استان فارس، ۱۳۸۵ (انفرادی)
- نمایشگاه دائمی چهره‌های ماندگار شیراز؛ شیراز؛ ارگ کریم‌خان زیر نظر اداره کل میراث فرهنگی و گردشگری و صنایع دستی استان فارس، ۱۳۸۵–۱۳۸۹ (انفرادی)
- نمایشگاه آثار نقاشی، به همراه پرتره‌های فرهیختگان و چهره‌های ماندگار شیراز؛ شیراز؛ دانشکده مدیریت و اطلاع‌رسانی پزشکی دانشگاه شیراز، ۱۳۹۱ (انفرادی)
- نمایشگاه دائمی پرتره‌های فرهیختگان و چهره‌های ماندگار شیراز؛ شیراز؛ موزهٔ مرکز اسناد و کتابخانه ملی، ۱۳۹۱
- نمایشگاه نقاشی پرتره‌های پیشکسوتان و چهره‌های ماندگار شیراز؛ شیراز؛ فرهنگسرای هنر شهرداری شیراز، به مدت ده روز، اسفند ماه ۱۳۹۵ (انفرادی)
- نمایشگاه نقاشی پرتره‌های پیشکسوتان و چهره‌های ماندگار شیراز؛ شیراز؛ نگارخانه استاد غلامی تالار حافظ، آبان ماه ۱۳۹۶ (انفرادی)
- نمایشگاه آثار پرتره‌های پیشکسوتان و چهره‌های ماندگار شیراز؛ شیراز؛ نگارخانه ماه حوزه هنری انقلاب اسلامی فارس، مهر ماه ۱۳۹۷ (انفرادی)
- نمایشگاه سراسری صنایع دستی و هنرهای سنتی فارس؛ شیراز؛ محل دائمی نمایشگاه‌های بین‌المللی فارس، اسفند ماه ۱۳۹۷ (جمعی)
- نمایشگاه نقاشی به مناسبت هفته شیراز؛ شیراز؛ مرکز اسناد و کتابخانه ملی فارس، ۹ تا ۱۶ اردیبهشت ماه ۱۳۹۸ (انفرادی)
- نمایشگاه نقاشی به مناسبت بزرگداشت استاد محمدعلی پرواز همزمان با نشست عصر هنر و ادبیات و نمایشگاه نقاشی؛ تالار فرهنگی باغ شهروندی شیراز، به مدت ده روز، ۲۰ مرداد ماه ۱۳۹۸ (انفرادی)

و …

## برخی از تقدیرها و گواهینامه‌ها
- لوح تقدیر اداره کل فرهنگ و ارشاد اسلامی، تجلیل از فرهیختگان و پیشکسوتان هنر فارس در آیین "صحبت یار"، ۳ اردیبهشت ماه ۱۴۰۳
- لوح تقدیر سازمان فرهنگی اجتماعی و ورزشی شهرداری شیراز به مناسبت نشست و آئین گشایش "مدرسه هنر"، ۲۴ آبان ماه ۱۴۰۲
- لوح تقدیر شورای اسلامی شهر شیراز، تجلیل از مفاخر و استادان هنر اصیل شیراز، ۲۳ خرداد ماه ۱۴۰۲
- لوح تقدیر از اداره کل میراث فرهنگی، گردشگری و صنایع دستی استان فارس در نمایشگاه صنایع دستی و کارگاه آموزشی به مناسبت روز شیراز، ۲۵ اردیبهشت ماه ۱۴۰۱
- پروانه فعالیت هنری توسط فرمانداری شیراز با موضوع صنایع دستی و هنرهای سنتی به عنوان هیئت مدیره انجمن پیشکسوتان هنرهای سنتی فارس
- لوح سپاس از سازمان فرهنگی، اجتماعی و ورزشی شهرداری شیراز، به پاس یک عمر خدمت به فرهنگ و هنر شیراز، نوروز ۱۴۰۰
- لوح سپاس از اداره کل میراث فرهنگی، گردشگری و صنایع دستی استان فارس و انجمن پیشکسوتان هنر صنایع دستی فارس، مراسم بزرگداشت و تقدیر از پیشکسوتان هنر صنایع دستی فارس، ۱۲ اسفند ماه ۱۳۹۹
- لوح سپاس از اداره کل تعاون، کار و رفاه اجتماعی استان فارس و مرکز کارآفرینی هنرمندان سونر، بزرگداشت و تقدیر از همکاری در راستای اهداف کارآفرینانه، ۲۹ بهمن ماه ۱۳۹۹
- لوح سپاس از سازمان فرهنگی، اجتماعی و ورزشی شهرداری شیراز، به مناسبت بزرگداشت استاد محمدعلی پرواز در نشست عصر هنر و ادبیات و نمایشگاه نقاشی در تالار فرهنگی باغ شهروندی شیراز، ۲۰ مرداد ماه ۱۳۹۸
- لوح سپاس از موزه هنر مشکین‌فام، به مناسبت آغاز شانزدهمین سال تأسیس موزه هنر مشکین‌فام و رونمایی از جلد دوم کتاب صدسال چهره‌های علمی، فرهنگی و هنری فارس، اسفند ماه ۱۳۹۷
- لوح سپاس از سازمان میراث فرهنگی، صنایع دستی و گردشگری استان فارس، به مناسبت یازدهمین نمایشگاه سراسری صنایع دستی استان فارس، اسفند ماه ۱۳۹۷
- لوح سپاس از حوزه هنری انقلاب اسلامی فارس، آیین نکوداشت استاد محمدعلی پرواز، مهر ماه ۱۳۹۷
- لوح سپاس از سازمان میراث فرهنگی، صنایع دستی و گردشگری استان فارس، آیین نکوداشت استاد محمدعلی پرواز، مهر ماه ۱۳۹۷
- گواهی اهدای ۷ اثر نقاشی به موزه هنر مشکین‌فام شیراز، تیر ماه ۱۳۹۷
- لوح تقدیر از دانشگاه علوم پزشکی شیراز، داوری آثار هنری در هشتمین جشنواره فرهنگی وزارت بهداشت، اردیبهشت ماه ۱۳۹۷
- لوح سپاس از اداره کل فرهنگ و ارشاد اسلامی استان فارس، نمایشگاه نقاشی در نگارخانه استاد غلامی تالار حافظ، آبان ماه ۱۳۹۶
- لوح تقدیر انجمن آثار و مفاخر فرهنگی استان فارس، یادروز حافظ شیرازی در همایش «با همسایگان خواجه اهل راز» در تالار حافظ، شیراز، ۱۸ مهر ماه ۱۳۹۴
- گواهی نامه هنری از شورای ارزشیابی هنرمندان، نویسندگان و شاعران کشور و شورای عالی انقلاب فرهنگی، تهران، مرداد ماه ۱۳۹۴
- لوح تقدیر از معاونت فرهنگی شهرداری شیراز در مراسم «پیوند فرهنگی حافظ و شمس تبریزی» در تالار حافظ، شیراز، دوم آبان ماه ۱۳۹۲
- لوح تقدیر از مدیریت مرکز اسناد و کتابخانه ملی فارس، فروردین ماه ۱۳۹۲
- گواهی مهارت در زمینه‌های هنر نقاشی، مطالعه مکاتب نقاشی شیراز، مکتب نقاشی دیواری به شیوهٔ نارنجستان قوام و مسجد نصیرالملک، از دانشکده هنر و معماری دانشگاه شیراز (بخش هنر)، تیر ماه ۱۳۹۲
- گواهی تأیید از اداره کل میراث فرهنگی، صنایع دستی و گردشگری استان فارس، اردیبهشت ماه ۱۳۹۱
- لوح تقدیر از جشنواره برترین‌های صنعت گردشگری ایران، مهر ماه ۱۳۸۷
- لوح تقدیر از مدیریت فرهنگی دانشگاه شیراز، به مناسبت روز جهانی صنایع دستی، ۲۱ خرداد ماه ۱۳۸۷
- پروانه تولید صنایع دستی از سازمان میراث فرهنگی، گردشگری و صنایع دستی استان فارس، شیراز، مرداد ماه ۱۳۸۶
- لوح تقدیر و درجهٔ ممتاز هنری از مرکز هنرهای تجسمی وزارت فرهنگ و ارشاد اسلامی، تهران، ۱۳۸۰
- لوح تقدیر از مدیر کل فرهنگ و ارشاد اسلامی استان فارس، هفتهٔ فرهنگ لامرد، دی ماه ۱۳۷۳
- لوح تقدیر از اداره کل فرهنگ و ارشاد اسلامی استان فارس، ۲۱ بهمن ماه ۱۳۷۱
- لوح تقدیر و دیپلم افتخار نمایشگاه تجربی گرافیک و نقاشی ایران، تهران، مهر ماه ۱۳۷۱
- گواهی نامه شایستگی نقاشی از اداره کل فرهنگ و هنر، اسفند ماه ۱۳۴۸